# ЕНКО
ЕНКО — аматорський український футбольний клуб з Луцька.

## Історія
ФУтбольна команда ЕНКО була заснована в Луцьку й представляла однойменний Луцький електроапаратний завод. З моменту створення виступала в чемпіонаті та кубку Волинської області. У сезоні 1995/96 років ЕНКО дебютував в аматорському чемпіонаті України. Після цього знову виступав у чемпіонаті та кубку Волинської області, допоки не був розформований.

## Досягнення
- Аматорський чемпіонат України
  -  Срібний призер (1): 1995/96

- Чемпіонат Волинської області
  -  Чемпіон (2): 1995/96, 1997/98
  -  Срібний призер (2): 1996/97, 1998/99

## Відомі гравці
- Артем Федецький
- Тарас Кабанов
- Анатолій Тимощук[2]